# Мічицьке наїбство
Мічицьке наїбство — адміністративна одиниця Північно-Кавказького імамату. Після завершення Кавказької війни наїбство перетворено на Ічкеринський округ Терської області.

## Географія
Мічицька ділянка з північного сходу відокремлена від російських володінь Качкаликовським хребтом, потім її кордон прямував до річки Аксай і простягався вгору цією річкою до самого виходу її з Андійських гір. Від вершини Аксая кордон тягнувся Андійським хребтом до верхів'я річці Хулхулу, а звідти вниз по позначеній річці до самого впадіння її в Мічик.

## Історія
У 1842 році територія Чечні була поділена на три наїбства: Мічицьке, Велику і Малу Чечню. У 1844 року, після вбивства мічицького наїба Шоїп-мулли, Шаміль з метою посилення контролю над неспокійною Чечнею зробив реорганізацію наїбств — розукрупнив їх (Шаміль вважав, що «зміцнення кордонів — найважливіша із завдань») і призначив на чолі найбільш відданих людей. Наїбства Мічицьке і Велика Чечня були поділені кожне на дві, а наїбство Мала Чечня — на чотири частини. У 1845 році Велика та Мала Чечня з Мічицькою, Качкаликовською та Ічкеринською громадами були поділені на сім наїбств.

### Адміністративно-територіальний поділ
Верхня течія річки Аксай, правобережжя верхів'я і середня течія річки Гумс, а також правобережжя середньої течії річки Хулхулау віднесено до «ділянки Мічик, де наїбом Ескі: кінних — 220; піших — 360; разом — 580». Ліворуч від річки Аксай вказані Дарго, Белгатой, Центорой, Гордали, Гезенчу. По правому березі річка Гумс вказані Жані-Ведено, Тазен-кале, Курчалі, Шерді-Мохк, Енікалі, Ялхой-Мохк. На лівому березі річки напроти Ялхой-Мохк відзначений Корен-Беной. У міжріччі Мічика та Гумса позначено Джугурти та ще три населені пункти (на карті, яку опублікував А. Генко).

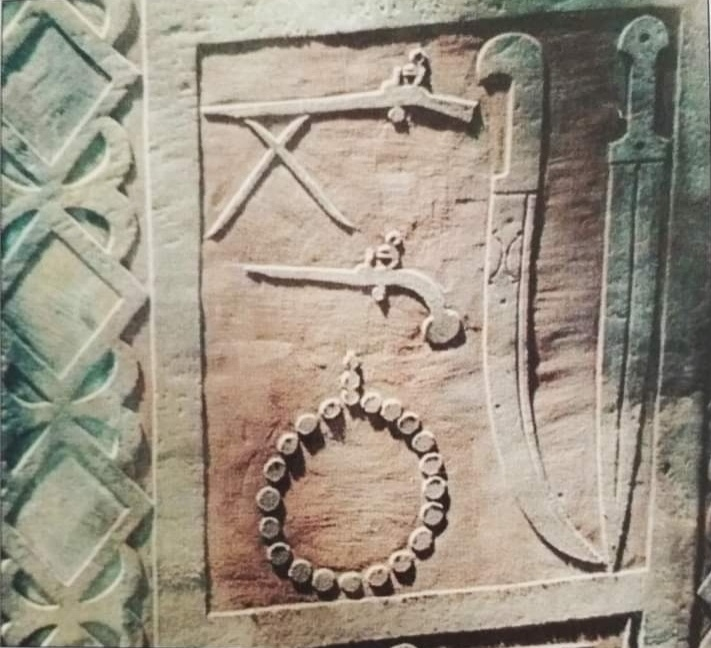
Могильний пам'ятник у селище Майртуп (1841). На пам'ятнику шашка із зображеним на ній тавром гурту. Цвинтар воїнів, що загинули під час Кавказької війни. (Мученик убитий у боротьбі з невірними ТIаіб ібн Бак'ї 1257 по хиджрі).

Між Хулхулау та Гумсом у межах Мічика зафіксовано одинадцять селищ. По правому березі Хулхулау: Автури, Гелдагана, Курчалой. Лівим берегом Гумса — село Майртуп і ще три селища нижче за течією річки. У міжріччі зазначених рік зазначено ще чотири не ідентифіковані населені пункти. Проте штабним офіцером І. Ліневічем точно розпізнані в межах цього наїбства: Дарго, Балгіт, Цонтир, Гурдала, Гезенчу, Джагурт, Тазанкал, Курчала, Ялхой-мохк, Майортуп, Автур, Гелдиген, Курчелі, деякі читаються — Алі-Султан-Гала, Інді-юрт, Інді-юрт, та ін, наприклад.
У Мічицькій вільній громаді мешкало до 2 000 родин. Під керівництвом наїба знаходилися п'ятисотенні, сотенні і десятницькі — командири у воєнний час і низові управителі в мирний.
Військовий історик Н. Дубровін згадує Мічицьку волость так:
Відчинивши в нетрях Качкаликівського хребта широкі ворота в непокірний край, ми мали ще опанувати неприступні і стрімкі береги річки Мічика. Місцевість ця служила завжди оплотом ворожому нам войовничому племені, що заселяв лівий берег річки, а тепер, коли Шаміль скликав усі свої партії і коли на крутизні Мічика з'явилися численні і дуже майстерно розташовані завали, форсована переправа через річку не могла бути здійснена без значної. За цим населенням була велика рівнина, де величезні галявини, розчищені самими жителями, відкривали вільний доступ навіть для невеликих загонів від Кумицької площини до фортеці Воздвиженської.
Мічицьке наїбство мало важливе значення в Кавказьку війну. З 1852 року командування Окремим Кавказьким корпусом, ґрунтовно взялося за підкорення Мічицького наїбства, яке, за висловом командувача лівим флангом Кавказької лінії, генерал-майора А. Барятинського, «складало оплот помираючої Чечні і перешкоду для досконалого підкорення її».

## Наїби округу
- Шоїп-Мулла (1840—1844)
- Ельдар Ауховський (1844—1845)
- Гехі Гуноєвський (1845—1851?[9])
- Ескі Хулхулінський (1851—1857)
- Саду Мічиковський (1859)
- Осман Майртупський (1859[10])